# Taron (Volk)
Die Taron sind eine kleinwüchsige Volksgruppe mit nur noch sehr wenigen Angehörigen in Südostasien. Ihr Name ist auf den Fluss Taron zurückzuführen, an dessen Oberläufen sie vor etwa 200 Jahren gelebt haben.
Die kleinwüchsigen, 110 bis 130 Zentimeter großen Taron lebten im Goldenen Dreieck zwischen Myanmar, Thailand und Laos. Die mutmaßlich letzten Taron leben im äußersten Norden von Myanmar, im Kachin-Staat in einem schwer zugänglichen Tal in den Ausläufern des Himalaya. In diese Gebirgsgegend hatte sich der Stamm einst aus Angst vor der Versklavung zurückgezogen.
Es wird allgemein von einer Stammesverwandtschaft mit den Derung in China ausgegangen, welche allerdings nicht ausgesprochen kleinwüchsig sind.

## Geschichte
„Entdeckt“ wurden die Taron 1954 durch das birmanische Militär im Tal von Adung Wang, als Major Saw Myint sie als Pygmäen-Volk beschrieb (mit welchen sie allerdings nicht verwandt sind). In den 1960ern gab es laut der Burma Medical Research Society noch rund 100 Taron, allerdings wurde aufgrund der nahen Blutsverwandtschaft der Taron untereinander von einer Zunahme von Erbkrankheiten und infolgedessen körperlichen und geistigen Behinderungen berichtet.
Nach Auskunft von Alan Rabinowitz, der Ende der 1990er Jahre Dawi befragt hatte, mit damals 39 Jahren der jüngste aller zwölf Taron-Angehörigen, hatten die Taron selbst als Gemeinschaft beschlossen, angesichts der Inzucht in ihrem Volk keine neuen Taron-Kinder mehr in die Welt zu setzen, sondern stets in die Volksgruppe der lokalen Htalu einzuheiraten: Acht der noch lebenden Taron waren Ehen mit Htalu eingegangen. Denjenigen, die wie Dawi und seine zwei Schwestern keine Htalu-Gefährten fanden, war ein Tod als Junggesellen beschieden: „Viele sterben einsam.“
Ihr eigenes kulturelles Erbe und ihre Bräuche hatten die Taron zu diesem Zeitpunkt bereits verloren. 2001 lag die Zahl der noch lebenden Taron bei nur noch acht, 2007 bei vier.